# Artiofabula
Artiofabula es un clado conformado por Suina y Cetruminantia. El clado se encontró en análisis filogenéticos moleculares y contradecía las relaciones tradicionales basadas en análisis morfológicos.
El término Artiofabula es un neologismo taxonómico que surge de la combinación de dos raíces: "Artios": proviene del griego y significa "completo", "perfecto" o, en un contexto numérico, "par". "Fabula": deriva del latín y significa "fábula" o "cuento". Se eligió esta combinación para reflejar la manera en que los estudios moleculares han "relatado" una nueva historia en la clasificación de los artiodáctilos, transmitiendo la idea de una "fábula perfecta" que contradice las relaciones tradicionales basadas únicamente en características morfológicas. Así se evidencia que los vínculos evolutivos entre grupos tan diversos como camellos, rumiantes, cerdos, hipopótamos y cetáceos no se ajustan a las clasificaciones antiguas. 
A continuación, se muestra la posición de Artiofabula dentro de Artiodactyla.

|              | Ruminantia                                                 |
|              |                                                            |
| Whippomorpha | \| \| Hippopotamidae \| \| \| \| \| \| Cetacea \| \| \| \| |
|              | \| \| Hippopotamidae \| \| \| \| \| \| Cetacea \| \| \| \| |
|              | Hippopotamidae                                             |
|              |                                                            |
|              | Cetacea                                                    |
|              |                                                            |

|  | Hippopotamidae |
|  |                |
|  | Cetacea        |
|  |                |

|              | Ruminantia                                                 |
|              |                                                            |
| Whippomorpha | \| \| Hippopotamidae \| \| \| \| \| \| Cetacea \| \| \| \| |
|              | \| \| Hippopotamidae \| \| \| \| \| \| Cetacea \| \| \| \| |
|              | Hippopotamidae                                             |
|              |                                                            |
|              | Cetacea                                                    |
|              |                                                            |

|  | Hippopotamidae |
|  |                |
|  | Cetacea        |
|  |                |

|              | Ruminantia                                                 |
|              |                                                            |
| Whippomorpha | \| \| Hippopotamidae \| \| \| \| \| \| Cetacea \| \| \| \| |
|              | \| \| Hippopotamidae \| \| \| \| \| \| Cetacea \| \| \| \| |
|              | Hippopotamidae                                             |
|              |                                                            |
|              | Cetacea                                                    |
|              |                                                            |

|  | Hippopotamidae |
|  |                |
|  | Cetacea        |
|  |                |

|              | Ruminantia                                                 |
|              |                                                            |
| Whippomorpha | \| \| Hippopotamidae \| \| \| \| \| \| Cetacea \| \| \| \| |
|              | \| \| Hippopotamidae \| \| \| \| \| \| Cetacea \| \| \| \| |
|              | Hippopotamidae                                             |
|              |                                                            |
|              | Cetacea                                                    |
|              |                                                            |

|  | Hippopotamidae |
|  |                |
|  | Cetacea        |
|  |                |